# Tvrz Dolní Marklovice
Tvrz dolní Marklovice je zaniklá vodní tvrz v ohbí říčky Petrůvka nedaleko dřevěného kostela Nanebevstoupení Páně ve vesnici Dolní Marklovice, místní části obce Petrovice u Karviné v okrese Karviná v Moravskoslezském kraji. Tvrz se nachází nedaleko česko-polské státní hranice.

## Historie a popis tvrze
Tvrz založili Václav z Marklovic a Stanislav z Marklovic nebo jejich potomci přibližně na počátku 14. století. Tvrz stále v centru Dolních Marklovic a sousedních polských Horních Marklovic (Marklowice Górne). Na místě se nachází téměř neznatelné terénní pozůstatky. Místo nebylo doposud archeologicky zkoumáno. Západně od tvrziště se nacházel také zaniklý zámek.

## Galerie

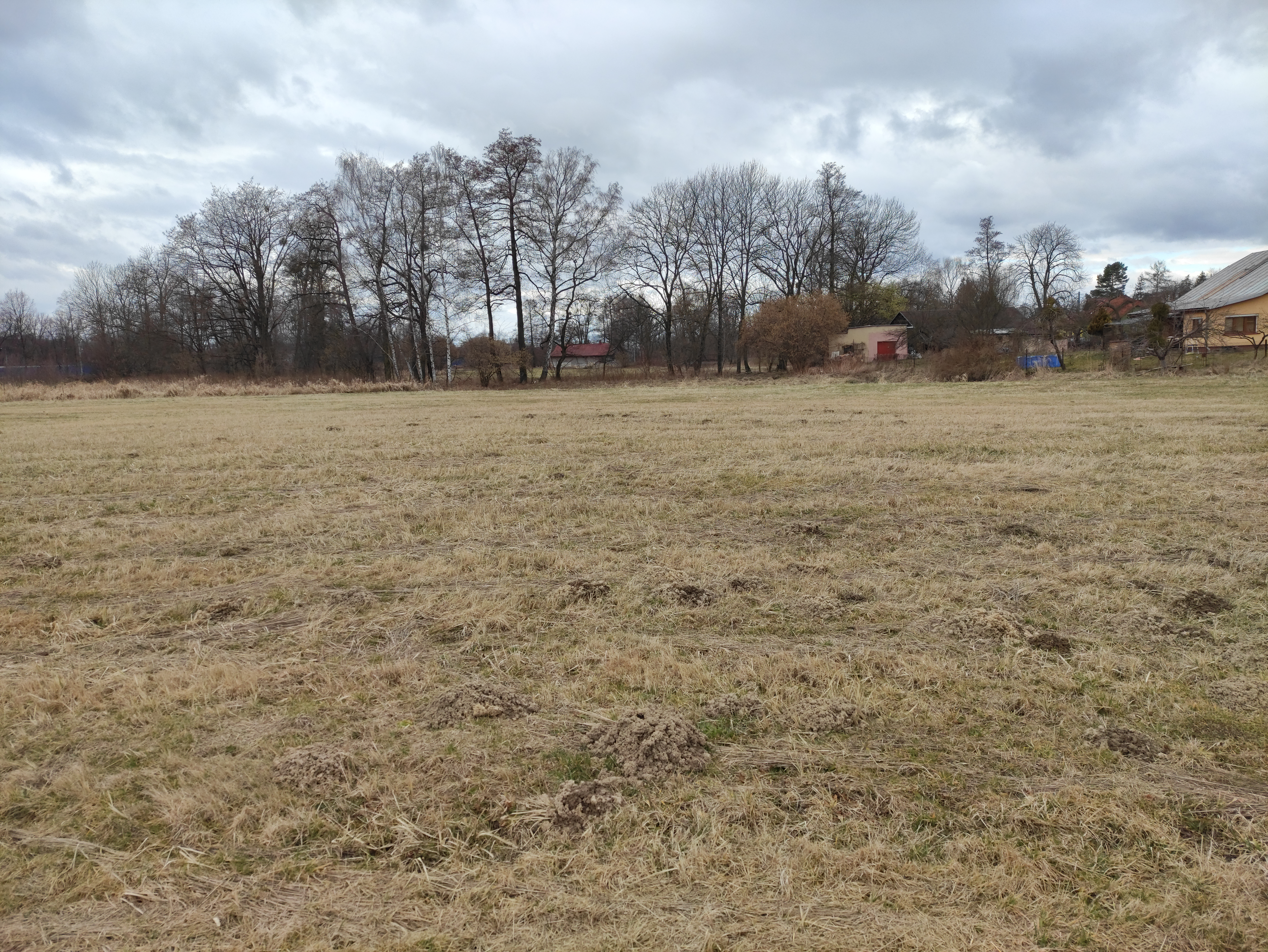